# Limuzins Janu nakts krasa
Limuzīns Jāņu nakts krāsā (»Limuzina barve kresne noči«) je leta 1981 posnet latvijski film, ki ga je režiral Janis Streics in scenirala Mara Svire. Film je produciral filmski studio Riga. Na latvijskem kanonu za kulturo poteka tudi priljubljeno glasovanje, kjer je film vedno prevzame vodilno mesto. Vsako leto pa je prikazan tudi na televiziji pred poletnim festivalom Jāņi, ki je državni praznik v Latviji. Film govori o boju dveh sorodnih družin za dediščino osemdesetletne tete, ki živi na podeželju v Vidzemu.
Film je poznan predvsem zaradi komičnih vložkov, ljubezenskih dogodkov in sovjetskega pridiha.

## Zgodba
Film se začne, ko teta Mirta na loteriji zadene znan sovjetski avtomobil VAZ-2106. Ker je že zelo stara, avta ne more voziti, to novico pa hitro izvejo njeni sorodniki. Kar naenkrat se vsi skupaj znajdejo na njenem vrtu in ji začnejo pomagati pri opravilih. Želijo se ji čim bolj prikupiti, da jim v dediščino pripiše tudi avto. Prva družina, ki se pojavi pred njenim pragom je Tūters, kasneje pa se ji priključi še Sprēsliņš.

## Liki
Družina Tūters
- učiteljica Dagnija - Olga Dreģe
- mož Ēriks -  Uldis Dumpis
- sin Uģis - Gundars Āboliņš

Družina Sprēsliņš 
- Viktors - Boļeslavs Ruzš
- žena Olita - Baiba Indriksone
- hčerka Lāsma - Diāna Zande

## Nagrade
Leta 1981 je bil Limuzīns Jāņu nakts krāsā razglašen za najboljši film na nacionalnem filmskem festivalu Lielais Kristaps.